# Akademia Humanistyczno-Ekonomiczna w Łodzi
Akademia Humanistyczno-Ekonomiczna w Łodzi (do 19 marca 2009 r. Wyższa Szkoła Humanistyczno-Ekonomiczna w Łodzi) – uczelnia niepubliczna z siedzibą w Łodzi, istniejąca od 1993 roku, która kształci w kilkunastu kierunkach humanistycznych, artystycznych i technicznych. Posiada 5 filii.

## Rankingi
Uczelnia uzyskała 5. miejsce w Polsce wśród wyższych szkół niepublicznych mających prawo prowadzenia studiów magisterskich w rankingu „Rzeczpospolitej” z maja 2009 i 85 w ogólnym rankingu wszystkich uczelni. W 2007 w analogicznym rankingu ogólnym wszystkich uczelni WSHE została sklasyfikowana na 76. miejscu.
Poniższa tabela przedstawia miejsce wśród uczelni wyższych szkół niepublicznych w Polsce według rankingu tworzonego przez Perspektywy.
| Rok  | Miejsce | Źródło |
| ---- | ------- | ------ |
| 2014 | 22      | [ 4 ]  |
| 2015 | 25      | [ 5 ]  |
| 2016 | 21      | [ 6 ]  |
| 2017 | 19      | [ 7 ]  |
| 2018 | 23      | [ 8 ]  |
| 2019 | 20      | [ 9 ]  |
| 2020 | 26      | [ 10 ] |
| 2021 | 37      | [ 11 ] |
| 2022 | 33      | [ 12 ] |

## Historia
WSHE w Łodzi posiada status szkoły wyższej niepaństwowej od 1993 (wpis do rejestru MEN pod nr 30 w dniu 05.10.1993). Na pierwszy rok akademicki 1994/1995 przyjęto 150 studentów. Trzy lata później WSHE miała ok. tysiąc osób więcej. W 2000/2001 studiowało prawie 11 tysięcy osób. Tego roku uczelnia otrzymała uprawnienia magisterskie na pedagogice. Następny rok akademicki WSHE rozpoczęła od uzyskania uprawnień magisterskich na zarządzaniu i marketingu oraz licencjackich na politologii. Wiosną 2002 roku otrzymała uprawnienia do prowadzenia studiów magisterskich w dziedzinie informatyki. Od 2003 WSHE miała uprawnienia do prowadzenia studiów na dziesięciu kierunkach magisterskich, licencjackich, inżynierskich i podyplomowych. W 2007 uzyskała prawo nadawania stopnia naukowego doktora w trzech kierunkach. 1 kwietnia 2009 uczelnia zmieniła nazwę na „Akademia Humanistyczno-Ekonomiczna w Łodzi”.
We wrześniu 2009 po negatywnej ocenie Państwowej Komisji Akredytacyjnej Ministerstwo Nauki i Szkolnictwa Wyższego odebrało uczelni prawo do prowadzenia studiów magisterskich na kierunku Informatyka i kierunku Zarządzanie. Uczelnia odwołała się od tej decyzji, jednak odwołanie zostało odrzucone i decyzja uprawomocniła się w 2010.
W lipcu 2016 Akademia uzyskała uprawnienie do prowadzenia studiów inżynierskich na kierunku informatyka, a w 2017 uprawnienia do jednolitych studiów magisterskich na kierunku prawo.
W 2024 r. uczelnia uzyskała uprawnienia do dwóch nowych kierunków II stopnia: projektowanie wnętrz oraz kognitywistyka. Także kierunek taniec poszerzył swoją ofertę o studia II stopnia. 

## Wydziały i kierunki kształcenia
Uczelnia daje możliwość podjęcia studiów na 26 kierunkach pierwszego i 13 drugiego stopnia oraz 3 kierunkach jednolitych magisterskich.
Wydział Humanistyczny
- Dziennikarstwo i komunikacja społeczna
- Filologia: angielska, germanistyka
- Filologia polska
- Kognitywistyka

Wydział Artystyczny
- Grafika
- Kulturoznawstwo
- Projektowanie wnętrz
- Taniec

Wydział Ekonomii i Zarządzania
- Bezpieczeństwo wewnętrzne
- Ekonomia
- Turystyka i rekreacja
- Zarządzanie

Wydział Nauk Medycznych i Nauk o Zdrowiu
- Kosmetologia
- Pielęgniarstwo
- Dietetyka

Wydział Pedagogiki i Psychologii
- Pedagogika
- Pedagogika przedszkolna i wczesnoszkolna
- Psychologia
- Psychologia - jednolite magisterskie

Wydział Prawa i Administracji
- Administracja
- Politologia
- Prawo - jednolite magisterskie

Wydział Techniki i Informatyki
- Informatyka
- Mechanika i budowa maszyn
- Transport

Akademia Humanistyczno-Ekonomiczna w Łodzi od 2007 posiada uprawnienia do nadawania stopnia naukowego doktora w zakresie:
- nauk humanistycznych w dyscyplinie językoznawstwo[18] – Wydział Humanistyczny
- sztuk plastycznych w dyscyplinie sztuki piękne[19] – Wydział Artystyczny.

### Studia przez internet
W ramach uczelni funkcjonuje Polski Uniwersytet Wirtualny, który jest platformą e-learningową umożliwiającą prowadzenie studiów i kursów przez Internet. W ofercie Polskiego Uniwersytetu Wirtualnego znajdują się studia I i II stopnia, studia podyplomowe oraz kursy e-learningowe.

### Filie
Zgodnie z informacjami zawartymi na stronie AHE uczelnia prowadzi filie w:
- Jaśle
- Trzciance
- Wodzisławiu Śląskim
- Warszawie
- Sieradzu

## Jednostki pozawydziałowe
Według informacji zamieszczonej na własnej stronie internetowej, uczelnia posiadała we wrześniu 2009 następujące jednostki pozawydziałowe:
- Instytut Kształcenia na Odległość, który we współpracy z Uniwersytetem Marii Curie-Skłodowskiej w Lublinie przygotowuje materiały dla Polskiego Uniwersytetu Wirtualnego[22]
- Centrum Kształcenia Podyplomowego[23]
- Centrum Badań Edukacyjnych – zajmujący się głównie analizą jakości nauczania w AHE[24]
- Dział współpracy z zagranicą[25]
- Biuro projektów europejskich[26] oraz
- własne wydawnictwo i księgarnię naukową[27].

## Inne
Przy uczelni działa przedszkole „Tęczowy Świat Dziecka”, Międzynarodowa Podstawowa Szkoła Edukacji Innowacyjnej w Łodzi, Gimnazjum i Liceum Ogólnokształcące Umiejętności Twórczych oraz wszystkie możliwe szkoły dla dorosłych w tym: licea, gimnazjum, szkoły policealne (jednoroczna i dwuletnia), a także Akademia Języków Obcych oraz różnego rodzaju kursy zawodowe. AHE jest współtwórcą Polskiego Uniwersytetu Wirtualnego, na uczelni odbywają się zajęcia w ramach Akademii Microsoftu oraz Akademii Cisco, kursy językowe, Uniwersytet Otwarty oraz Uniwersytet Trzeciego Wieku.
Uczelnia wydaje jedno ogólnopolskie, recenzowane czasopismo naukowe Zarządzanie Innowacyjne w Gospodarce i Biznesie.
W latach 2006–2009 uczelnia wraz z kinem Charlie zorganizowała 4 edycje festiwalu filmowego „OFF jak gorąco” w Łodzi.